# Arne Ardeberg
Arne Lennart Ardeberg, född 10 november 1940 i Västra Skrävlinge församling, Malmöhus län, är en svensk astronom.  
Arne Ardeberg disputerade i astronomi vid Lunds universitet 1973 på avhandlingen Physical parameters of stars with hot and extended atmospheres.
År 1979 blev han chef för Europeiska sydobservatoriet i La Silla i Chile. Han blev professor i astronomi vid Lunds universitet 1980 och ledamot av Vetenskapsakademien 1983. Han var den förste direktören på Nordiska optiska teleskopet på La Palma i Kanarieöarna, 1990–1995.
Asteroiden 8540 Ardeberg är uppkallad efter honom.